# Kylpasta

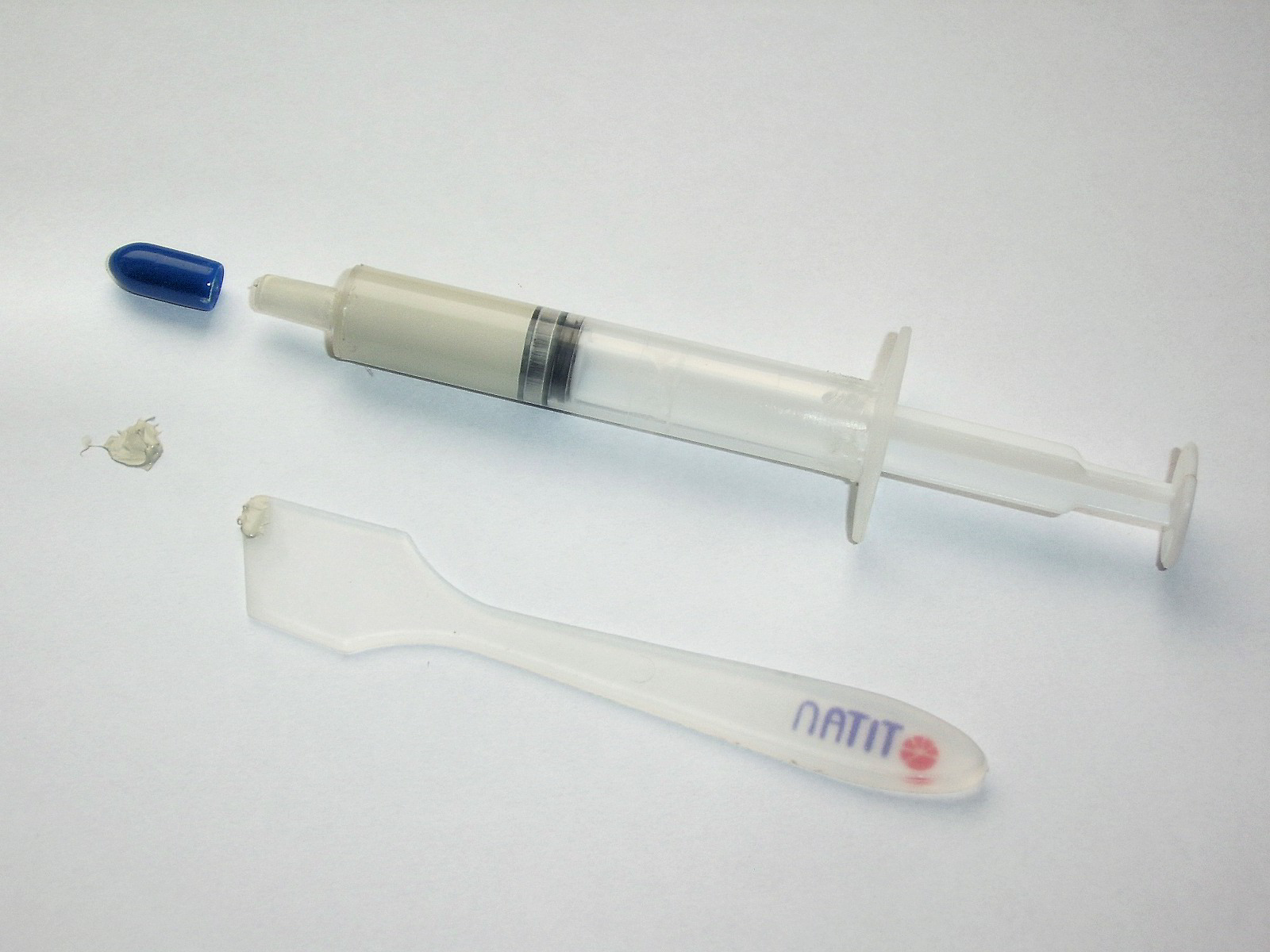
En stor spruta med kylpasta

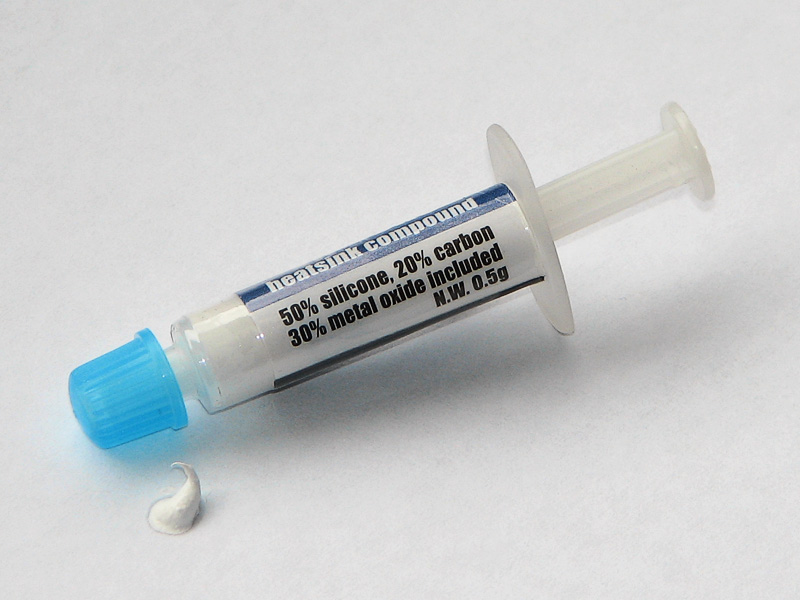
Silikonbaserad kylpasta

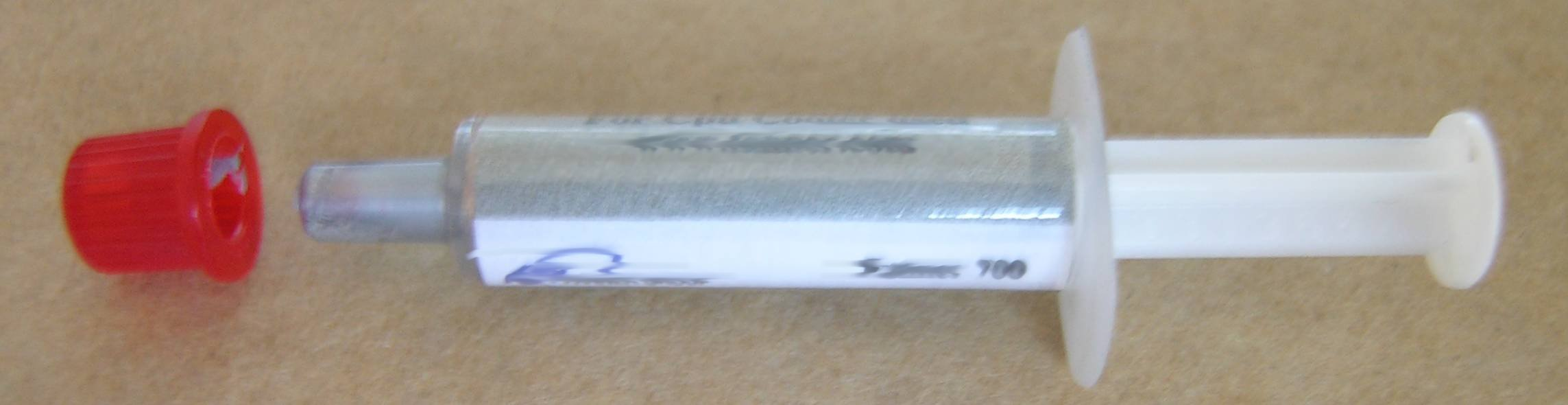
Silverbaserad kylpasta

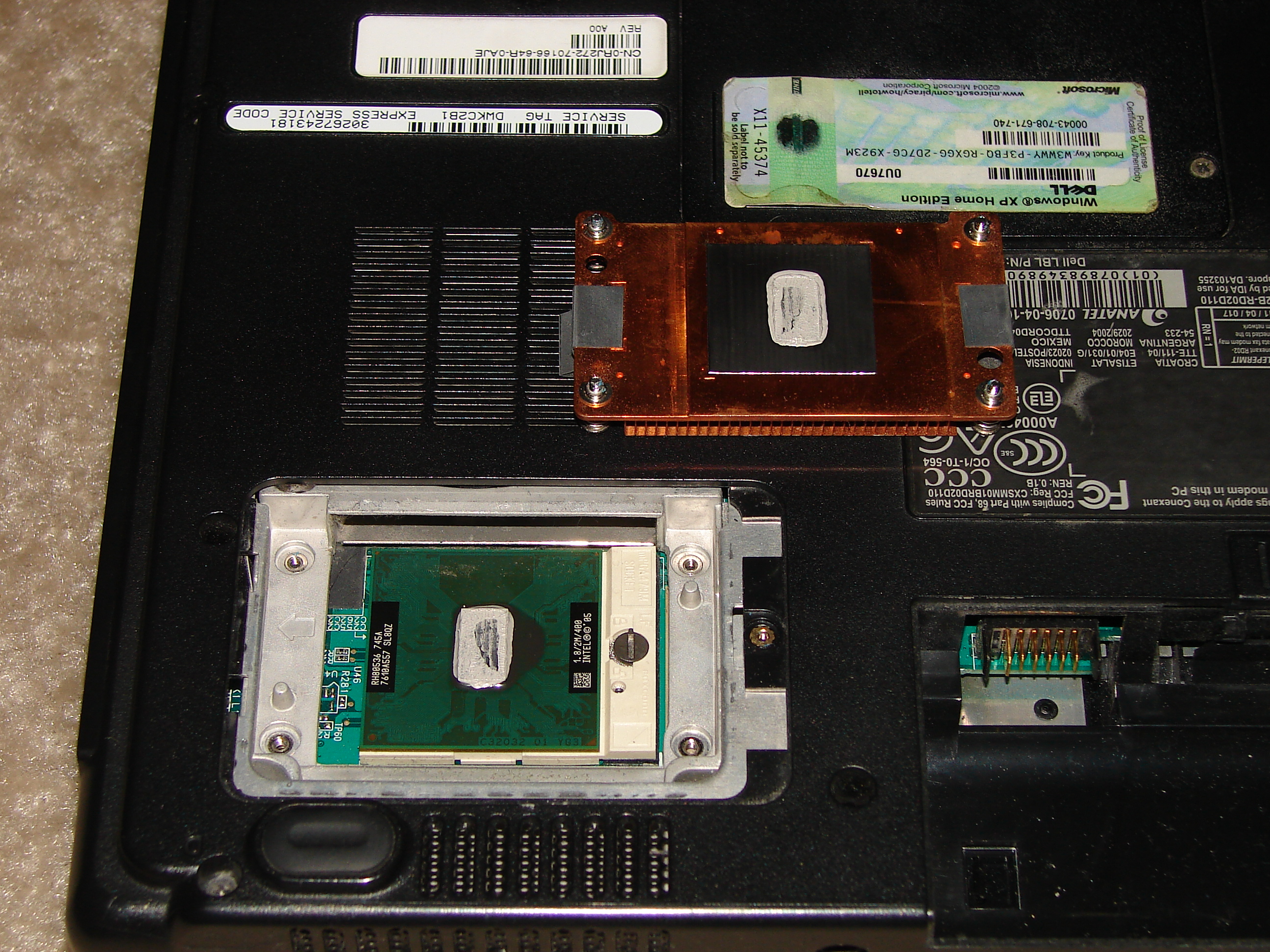
Gammal kylpasta på en processor

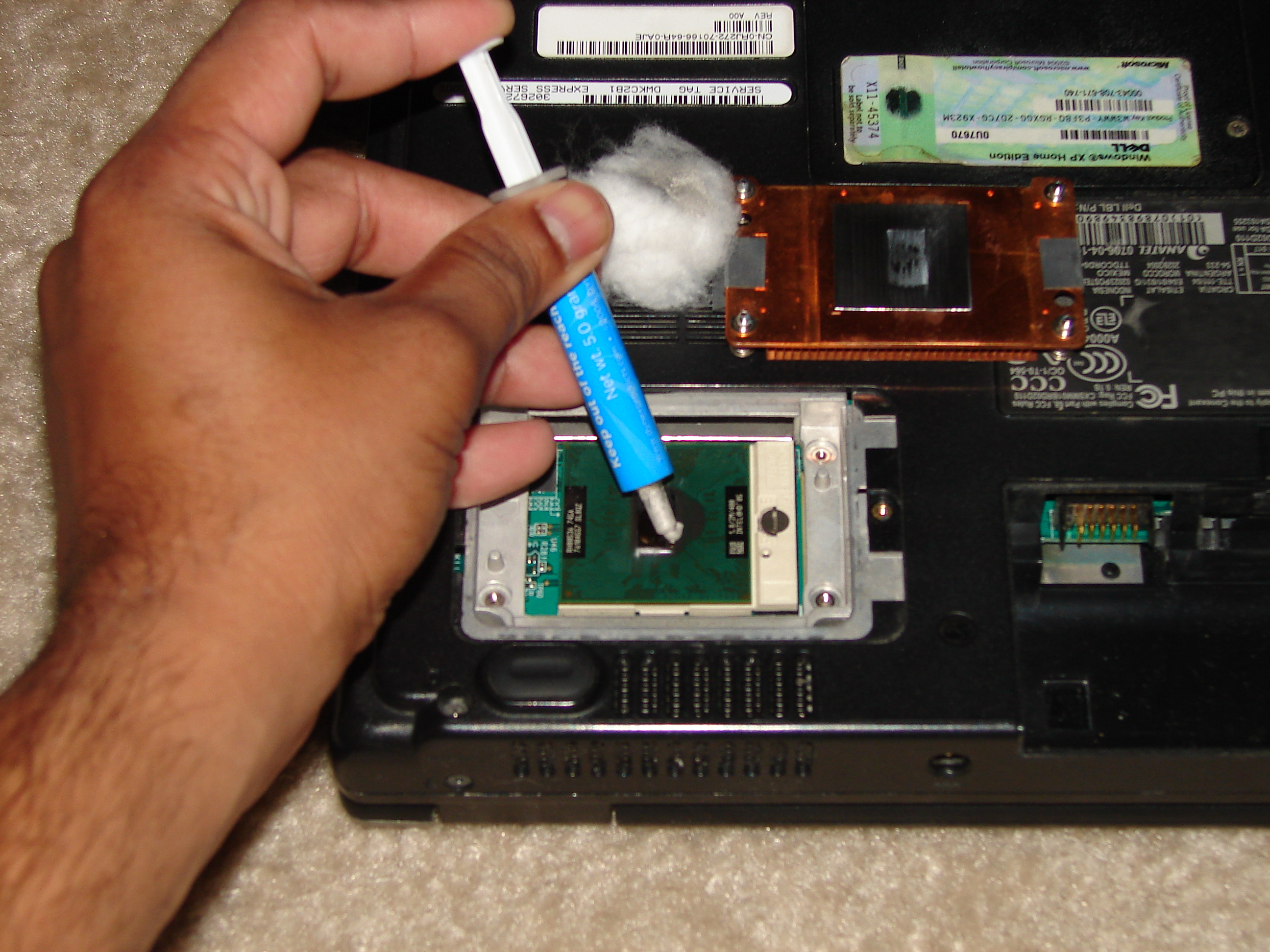
Applicering av kylpasta på en processor

Kylpasta är en pasta (en trögflytande smet) som används för att förbättra värmeöverföringen mellan två ytor. Exempelvis används silikonfett mellan processorn i en dator och dess kylfläns i syfte att förstärka kyleffekten.

## Kylpastelim
Kylpasta/lim är en kylpasta kombinerad med ett lim.

## Värmeledningsförmåga
För jämförelse mot en kylfläns, W/mK är:
- Luft 0.034
- Vatten 0.58
- Kylpasta omkring 0.5 till 10
- Aluminiumoxid (ytskiktet på aluminium) 35
- Stål omkring 40, varierar beroende på legeringen.
- Aluminium 220
- Koppar 390
- Silver 420